# Onderhoud met auteur
Onderhoud met auteur is een hoorspel van Gert Hofmann. Autorengespräch werd op 8 september 1970 door de Westdeutscher Rundfunk uitgezonden. Manfred Boekhoff  vertaalde het en de NCRV zond het uit op vrijdag 19 maart 1971. De regisseur was Ab van Eyk. Het hoorspel duurde 33 minuten.

## Rolbezetting
- Robert Sobels (directeur van een grote uitgeverij)
- Cees van Ooyen (zijn adjunct)

## Inhoud
Een uitgever probeert een auteur, Lindner, die al jarenlang niets meer geschreven heeft, over te halen tot het schrijven van een boek. Wanneer hem dit niet lukt, doet hij een voorstel om een andere veelbelovende auteur onder Lindners naam te laten publiceren.